# Baldovinești (okręg Braiła)
Baldovinești – wieś w Rumunii, w okręgu Braiła, w gminie Vădeni. W 2011 roku liczyła 1249 mieszkańców.